# لحية

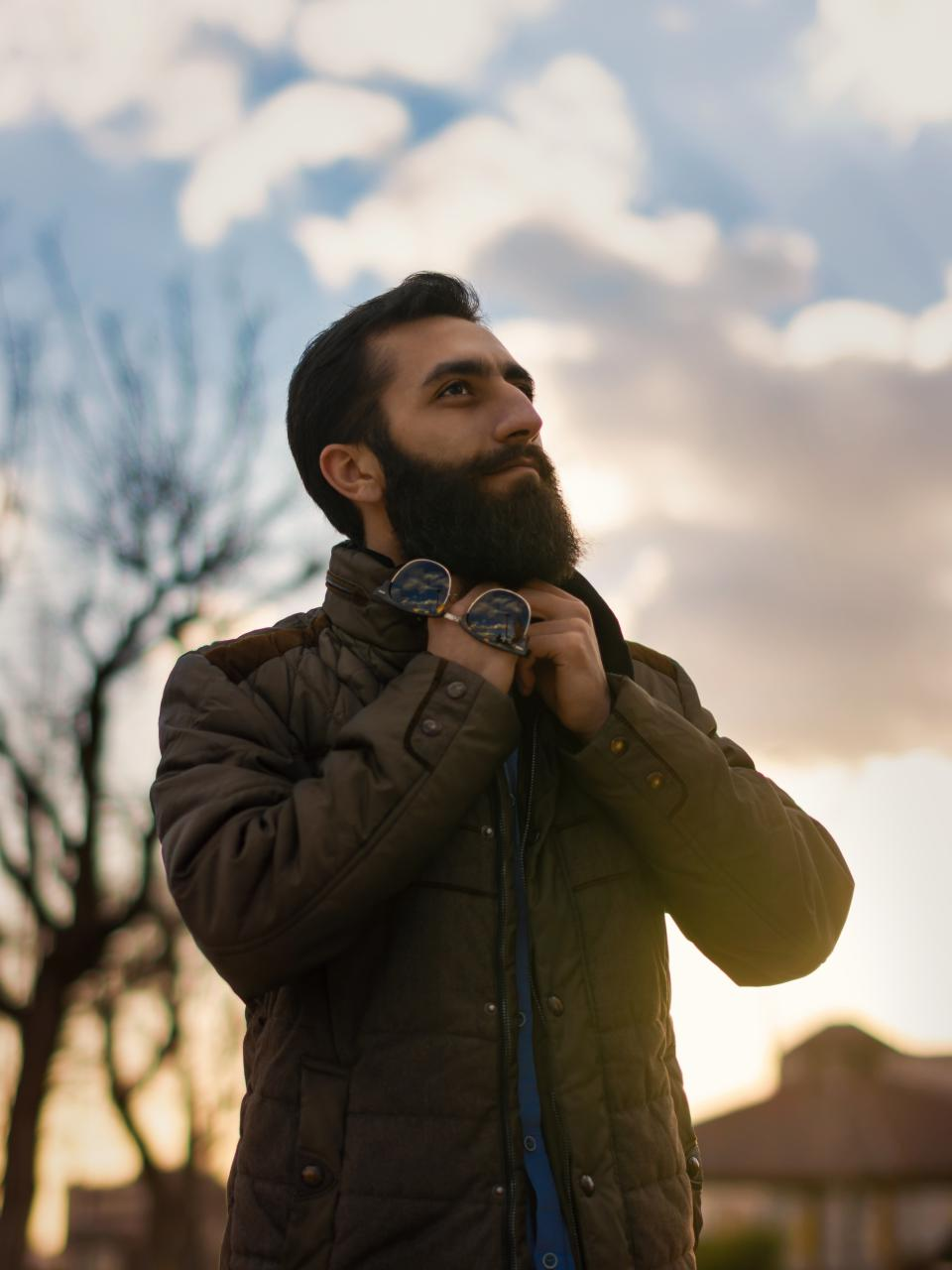
رجل ملتحي.

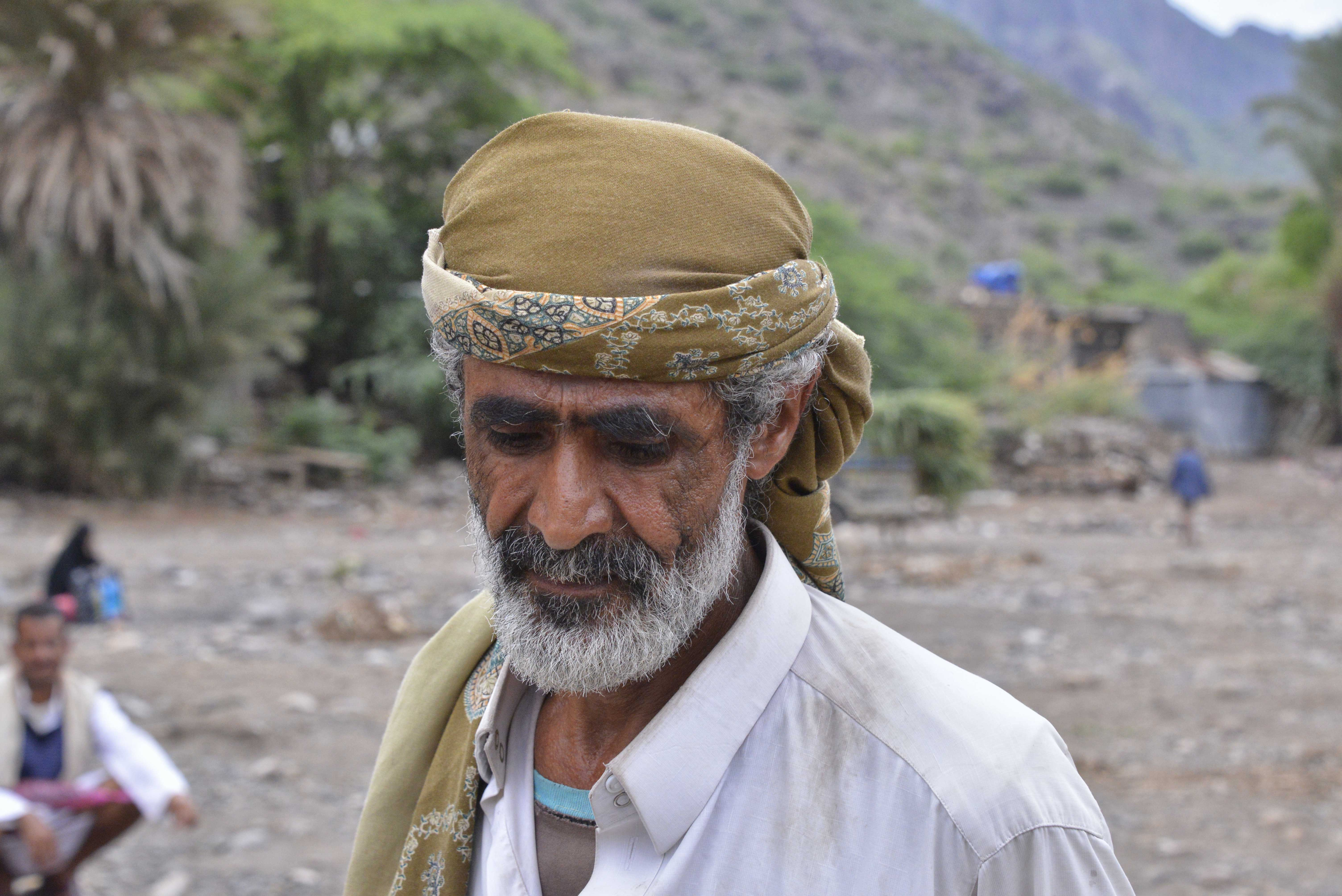
رجل يمني ذو لحية

اللِّحْيَة هي الشعر الذي ينبت على الذقن والخدين والعنق للرجال، وهي عادة تعتبر دلالة على البلوغ عند الرجال ضمن عدة أمور أخرى مثل نمو شعر العانة والإبط، خشونة الصوت.. لكن في بعض الأحيان يتأخر نموها أو تكون ضعيفة بالرغم من حدوث البلوغ. وعلى مر التاريخ يوجد العديد من الذين كانوا يطلقون لحاهم التي كانت تدل ضمناً على الحكمة أو المرتبة العالية أو القوة الجنسية.

## نمو اللحية

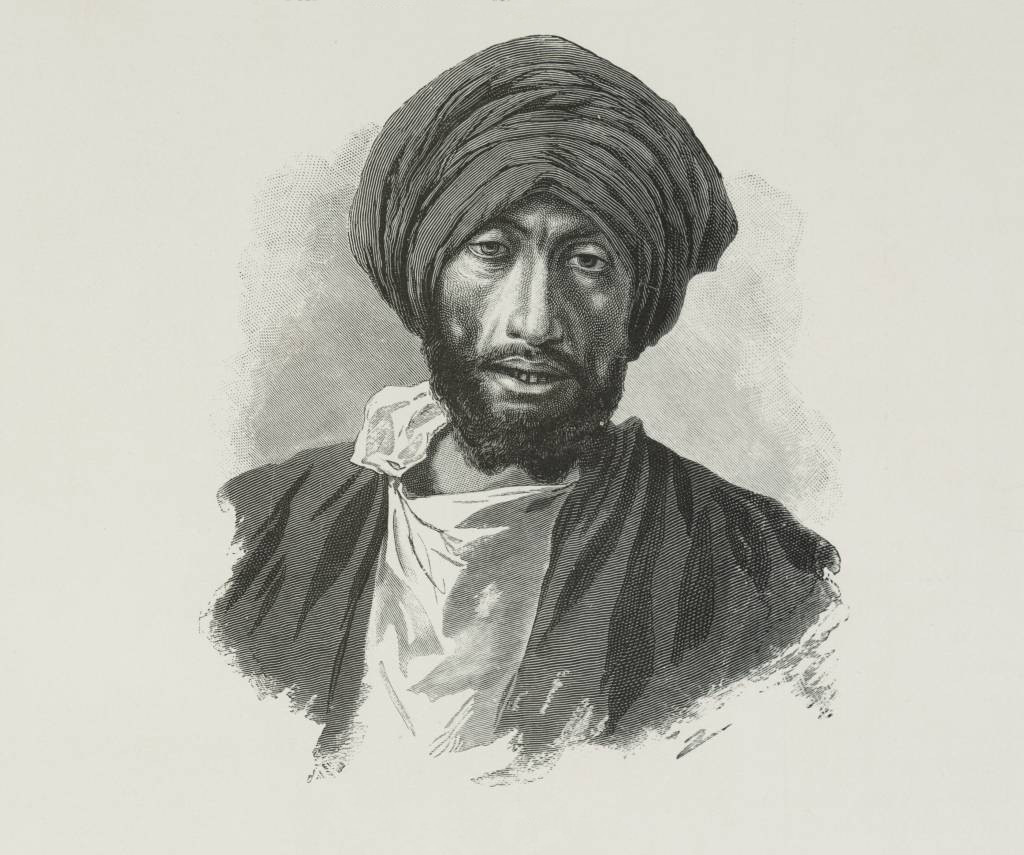
قبطي ملتحي سنة 1878م

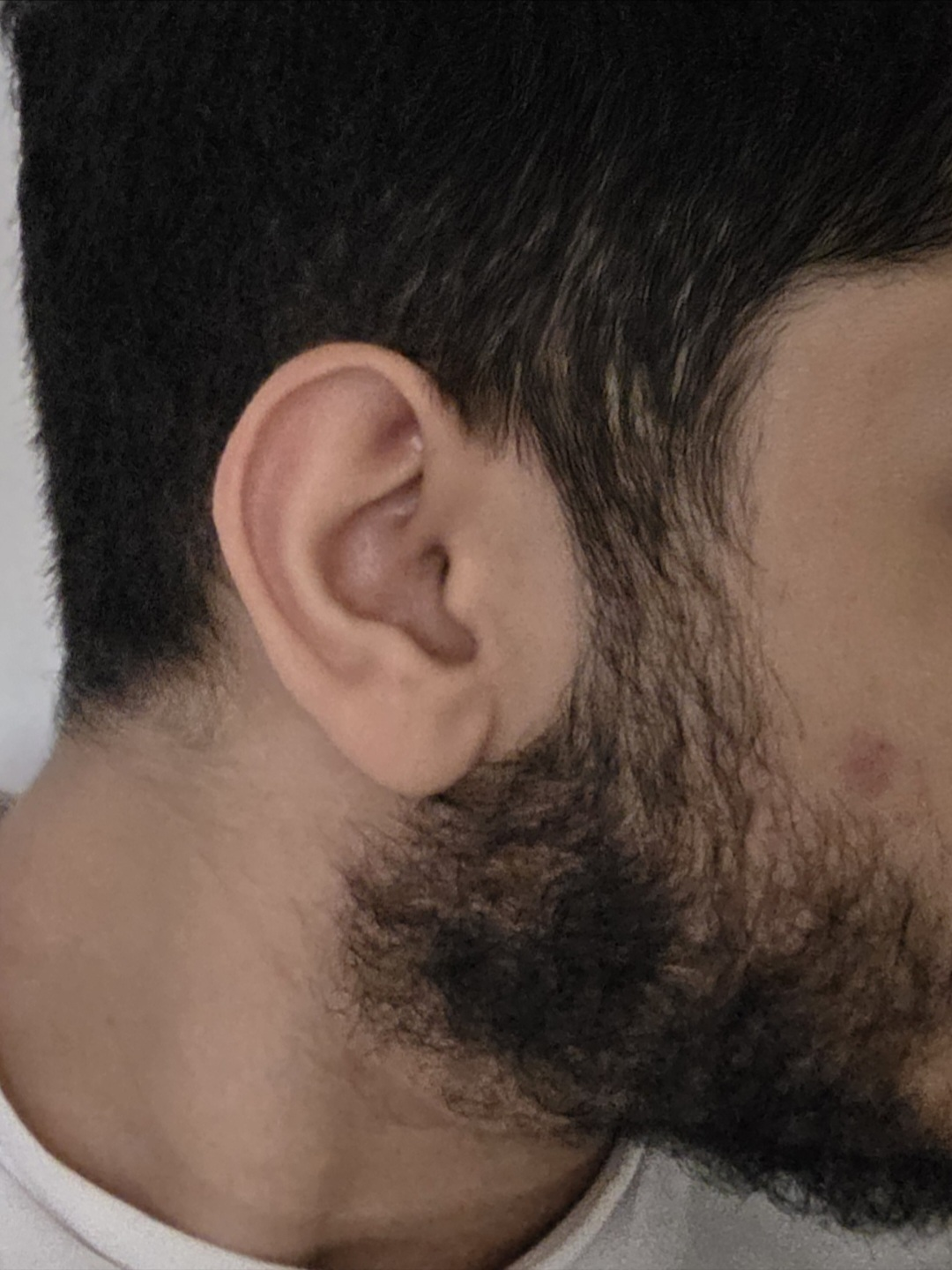
صورة من الجانب للحية غير مكتملة النمو, تحتوي على فراغات وكثافة شديدة بأماكن دون الأخرى.

يرجع نمو اللحية إلى الهرمونات الذكرية المسماة التستوستيرون المسؤولة عن أكتساب الصفات الذكورية كالصوت العميق، وبروز العضلات وكذلك لتمييز ملامح وشكل الرجال عن النساء.
إن نمو شعر اللحية مرتبط بتنشيط ديهدروتستوسترون لبصيلات الشعر في المنطقة من قبل، ويستمر ذلك بعد البلوغ. وإن تأثير الهرمونات على بصيلات الشعر في المناطق المختلفة يتفاوت ما بين التحفيز أو الحلول دون ذلك؛ ديهدروتستوسترون يعزز أيضا الصلع. ديهدروتستوسترون ينتج من التستوستيرون، وتختلف مستويات الإنتاج بحسب المواسم، ومن ثم فإن نمو اللحى أسرع في الصيف عن باقي الفصول.

## اللحية في الأديان

### في الإسلام

ابن باز مع الملك سلمان. تظهر في الصورة لحية ابن باز البيضاء المصبوغة باللون البرتقالي.

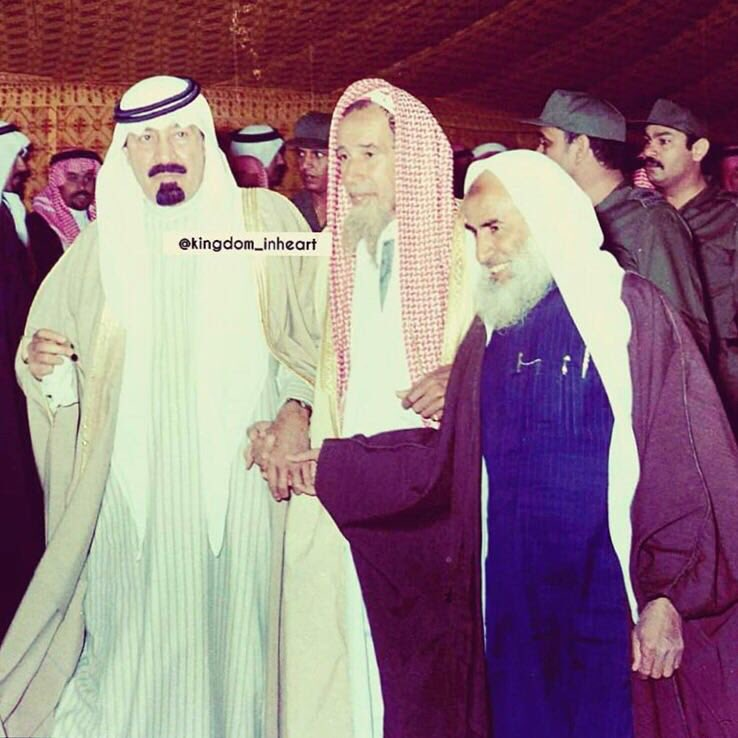
محمد بن صالح العثيمين مع صالح الخريصي والملك عبد الله. تظهر بالصورة لحية ابن عثيمين البيضاء.

اللحية شعيرة من شعائر الإسلام قال تعالى: ﴿وَمَن يُعَظِّمْ شَعَائِرَ اللَّهِ فَإِنَّهَا مِن تَقْوَى الْقُلُوبِ﴾، وإعفاء اللحية سنة من سنن الفطرة التي فطر الله الخلق عليها. يقول الرسول ﷺ: «خالفوا المشركين وفروا اللحى وأحفوا الشوارب». ولم يختلف الفقهاء الأربعة بوجوب إعفاء اللحية للمسلمين، فقد ثبت الرسول محمد من حديث ابن عمر - في الصحيحين وغيرهما - أنه قال: «قصوا الشوارب وأعفوا اللحى»، وفي لفظ: «قصوا الشوارب ووفروا اللحى خالفوا المشركين»، وفي رواية مسلم عن أبي هريرة عن النبي أنه قال: «جزوا الشوارب وأرخوا اللحى خالفوا المجوس»، ففي هذه الأحاديث الصحيحة الأمر الصريح بإعفاء اللحى وتوفيرها وإرخائها وقص الشوارب؛ مخالفة للمشركين والمجوس، والأصل في الأمر الوجوب، فلا تجوز مخالفته إلا بدليل يدل على عدم الوجوب، وليس هناك دليل على جواز قصها وتشذيبها وعدم إطالتها. وهذا القول الذي اتفق عليه علماء المسلمين قاطبة لقرابة تسعة قرون، ونُقل فيه الإجماع، وجاء في الموسوعة الفقهية: «إِعْفَاءُ اللِّحْيَةِ مَطْلُوبٌ شَرْعًا اتِّفَاقًا» ونقل ابن حزم الإجماع على حٌرمة حلقها فقال: «وَاتَّفَقُوا أَن حلق جَمِيع اللِّحْيَة مُثلَة لَا تجوز»، وقد شذ بعض المتأخرين الشافعية وقالوا اللحية ليست واجبة وإنما هي مستحبة وقد ردوا على القائلين بالوجوب استدلالاً بحديث «أعفوا اللحى» بأن هذا الحكم الوارد بالحديث حكم (معلل) أي وردت له علة وسبب وهي مخالفة المجوس والمشركين، ولما بحث العلماء عن حكم مخالفة المشركين وجدوا أنها ليست على الوجوب، بدليل قول النبي محمد «غيّروا الشيب ولا تتشبهوا باليهود» ولم يقل أحد من العلماء أن صبغ الشعر واجب لأجل مخالفة اليهود. فكذلك يكون الأمر بالنسبة لإعفاء اللحية سواء بسواء، فلو كان الأمر للوجوب بإطلاق لكان تغيير الشيب واجباً أيضاً، وهذا غير حاصل، فينسحب عليه نفس حكم إعفاء اللحية. وقد شذ البعض وهم المعاصرين منهم الشيخ محمود شلتوت والشيخ محمد أبو زهرة، ودار الإفتاء المصرية هذا الرأي في الفتوى التي أصدرتها حول اللحية. (فتوى رقم مسلسل 261 بتاريخ 11/15/ 2005) وقالوا أن إطلاق اللحية ليس مستحباً ولا واجباً وذكرت أن الأوامر المتعلقة بالعادات والأكل والشرب واللبس والجلوس والهيئة إلخ تُحْمَل على الندب لقرينة تعلقها بهذه الجهات. وإنما هو من سنن العادات كالأكل والشرب والهيئة واللباس الخ. والظاهر أن اللحية واجبة وهذا ما أجمع عليه العلماء الأربعة ولا خلاف فيه عندهم وهذا على صحيح كلام العلماء دون من شذ عنهم.

### في المسيحية واليهودية

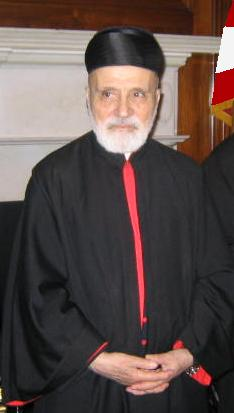
نصر الله بطرس صفير من مقره في لبنان

في المسيحية يطلق رجال الدين في أغلب الأحيان لحاهم، وفي اليهودية أيضًا يطلق أغلب اليهود لحاهم.

### ديانات شرق آسيا

#### السيخية
اللحية في نظر السيخ جزء لا يتجزأُ من الجسم البشري للذكور كما خلقها الله، ويعتقدون بوجوب الحفاظ عليها، واحترامها على هذا النحو. جورو جوبيند سينغ، عاشر قادة السيخ (غورو)، أمر ورسم حفظ الشعر كجزء من هوية واحدة من شارات السيخ. ينظر السيخ لللحية كجزء من نبل وكرامة والرجولة.

#### الهندوسية
عند الهندوس، إبقاء اللحى يعتمد على المذهب (دارما) المتبعة. الكثير من كهنة الهندوس لا يحلقون باعتباره علامة على النقاء. وهي عندهم علامة على أسلوب الحياة البدوية والتقشف.

## حظر اللحى
بعض الدول العربية تحظر إطلاق اللحية في الأجهزة الأمنية والعسكرية، ويرجع ذلك لمنع أسلمة الأجهزة الأمنية والعسكرية ومن أبرز هذه الدول مصر حيث يُمنع جميع الضباط والجنود العاملين في الجيش والشرطة وكافة أجهزة الأمن من إطلاق اللحية.
في الولايات المتحدة يسمح بإطلاقها ولكن بحدود إذ يسمح للمجند أو الضابط بارتداء كافة ملابسه وعتاده بحيث لا تمنع اللحية ارتداء الخوذة أو القناع الواقي ضد الغازات السامة أو المسيلة للدموع.

## تطور اللحية

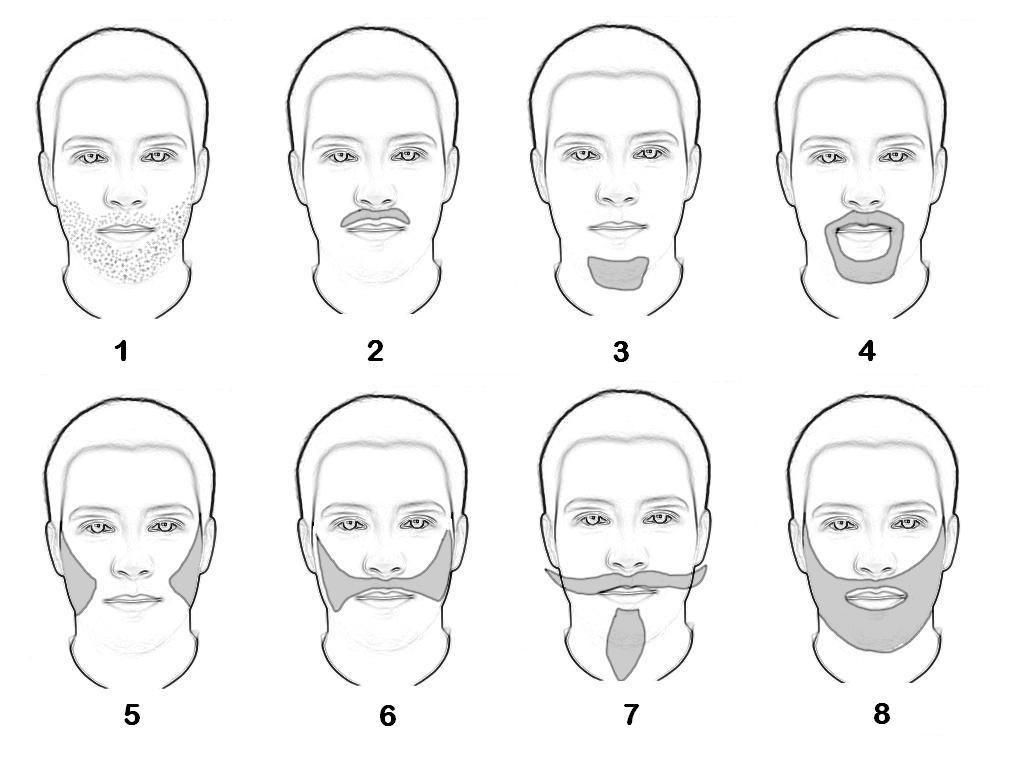

تتطور اللحية خلال فترة البلوغ. ويرتبط نمو اللحية لتحفيز بصيلات الشعر في المنطقة عن طريق ديهدروتستوسترون، الذي لا يزال يؤثر على نمو اللحية بعد سن البلوغ. يعزز أيضًا الصلع. يتم إنتاج ديهدروتستوسترون من هرمون التستوستيرون، ومستويات التي تختلف مع الموسم. معدل نمو اللحية هو أيضا الوراثية.
يصف علماء الأحياء اللحى بأنها صفة جنسية ثانوية لأنها فريدة من نوعها في جنس واحد، ومع ذلك لا تلعب دورًا مباشرًا في الإنجاب. اقترح تشارلز داروين لأول مرة تفسيرًا تطوريًا محتملًا لللحى في عمله «نزول الإنسان»، الذي افترض أن عملية الانتقاء الجنسي ربما أدت إلى اللحى. أكد علماء الأحياء الحديثون دور الانتقاء الجنسي في تطور اللحى، وخلصوا إلى أن هناك أدلة على أن غالبية النساء يجدن الرجال ذوي اللحى أكثر جاذبية من الرجال الذين لا لحى.
وتشمل تفسيرات علم النفس التطوري لوجود اللحى الإشارة إلى النضج الجنسي والهيمنة الإشارات من خلال زيادة الحجم المتصور للفك، ويتم تصنيف الوجوه النظيفة الحليقة أقل هيمنة من الملتحي. ويؤكد بعض العلماء أنه لم يثبت بعد ما إذا كان الاختيار الجنسي المؤدي إلى اللحى متجذرا في الجاذبية (الانتقاء بين الجنسين) أو الهيمنة (الاختيار داخل الجنس). يمكن تفسير اللحية كمؤشر على الحالة العامة للذكور. يبدو أن معدل شعر الوجه يؤثر على جاذبية الذكور. وجود لحية يجعل الذكور عرضة للخطر في معارك اليد إلى اليد (فإنه يوفر وسيلة سهلة للاستيلاء على عقد رأس الخصم)، وهو أمر مكلف، لذلك تكهن علماء الأحياء أنه يجب أن يكون هناك فوائد تطورية أخرى تفوق هذا العيب. التستوستيرون الزائد الذي يتضح من اللحية قد تشير إلى كبت المناعة خفيفة، والتي قد تدعم تكوين الحيوانات المنوية

## تاريخ اللحية
من قديم الزمان قد أعطت الحضارة السامية القديمة الواقعة على الجزء الغربي الساحلي من الهلال الخصيب وتركزت على ساحل لبنان الحديث اهتماما كبيرا بالشعر واللحية. حيث اللحية لديها في الغالب تشابه قوي لتلك المتضررة من الآشوريين، ومألوفة لنا من منحوتاتهم. يتم ترتيبها في ثلاثة أو أربعة أو خمسة صفوف من تجعيد الشعر الضيق الصغير، ويمتد من الأذن إلى الأذن حول الخدين والذقن. في بعض الأحيان، ومع ذلك، بدلا من العديد من الصفوف، نجد صف واحد فقط، واللحية التي تقع في تريس، والتي هي كرة لولبية في الطرف. لا يوجد ما يشير إلى أن الفينيقيين قد زرعوا موستاتشيوس
اعتبر كونفوشيوس أن جسم الإنسان هو هدية من والدي المرء لا ينبغي إجراء أي تعديلات عليها. وبصرف النظر عن الامتناع عن تعديلات الجسم مثل الوشم، كما تم تثبيط Confucians من قص شعرهم، أظافرهم أو اللحى. ويتوقف إلى أي مدى يمكن للناس أن يمتثلوا لهذا المثل الأعلى على مهنتهم؛ ربما لا يمكن للمزارعين أو الجنود أن يزرعوا لحى طويلة لأنها كانت ستتدخل في عملهم.
فقط نسبة مئوية معينة من رجال شرق آسيا قادرون على زراعة لحية كاملة. وهناك نسبة أخرى من الرجال في شرق آسيا قادرون على نمو شعر الوجه ولكن فقط في نمط نمو محدد للغاية ينمو فيه الشعر فقط فوق الشفة، تحت الشفة وعلى الذقن، مع عدم نمو الشعر على الخدين أو الفك. نسبة أخرى من الرجال شرق آسيا قادرة على زراعة شعر الوجه في مزيج من اثنين
كما كان الإيرانيون مولعين بلحاً طويلة، وكان كل الملوك الإيرانيين تقريباً لحية. في رحلات آدم أوليريوس، يأمر ملك إيران بقطع رأس وكيله، وعلى جلبه إليه، يقول: «يا للأسف، أن رجلاً يمتلك مثل هذه الغرامة كان ينبغي إعدامه». ارتدى الرجال في العصر الأخميني لحى طويلة، مع المحاربين تزين لها مع المجوهرات. كما كان الرجال يرتدون اللحى عادة في العصور الصفوية والقاجارية.
وايضا اليونانيون القدماء اعتبروا اللحية شارة أو علامة على الفحولة. في الملاحم هوميريك كان قد تقدس تقريبا أهمية، بحيث شكل مشترك من التوسل هو لمس لحية الشخص الذي تناولها. كان حليق فقط كعلامة على الحداد، على الرغم من أنه في هذه الحالة كان بدلا من ذلك في كثير من الأحيان تركت دون أن تُهم. كان ينظر إلى الوجه السلس كعلامة على effeminacy. عاقب الإسبرطيون الجبناء ب حلق جزء من لحاهم ولكن منذ أقدم العصور، لم يكن الحلاقة من الشفة العليا غير شائع. كما كانت اللحى اليونانية في كثير من الأحيان كرة لولبية مع ملقط.
وفي مقدونيا القديمة، خلال فترة الإسكندر الأكبر تم إدخال عادة الحلاقة السلسة. الكسندر تعزيز بقوة الحلاقة خلال فترة حكمه لأنه يعتقد أنه بدا مرتب. ويقال إن ألكسندر أمر جنوده بأن يكونوا حليقين، خوفاً من أن تكون لحاهم بمثابة مقابض لأعدائهم للاستيلاء على الجندي والاحتفاظ به أثناء قتله. انتشار ممارسة الحلاقة من المقدونيين، الذين يتم تمثيل ملوكهم على القطع النقدية، وما إلى ذلك مع وجوه ناعمة، في جميع أنحاء العالم المعروف كله من الإمبراطورية المقدونية. تم تمرير القوانين ضدها، دون تأثير، في رودس وByzantium ؛ وحتى أرسطو يتوافق مع العرف الجديد، على عكس الفلاسفة الآخرين، الذين احتفظوا باللحية كشارة لمهنتهم. رجل ذو لحية بعد الفترة المقدونية ضمناً فيلسوفاً، وهناك العديد من التلميحات إلى هذه العادة من الفلاسفة اللاحقين في مثل: «اللحية لا تجعل الحكيم».
ويبدو أن الحلاقة لم تكن معروفة للرومان خلال تاريخهم المبكر (تحت ملوك روما والجمهورية المبكرة). يخبرنا بليني أن بي تيكينيوس كان أول من أحضر حلاقًا إلى روما، التي كانت في العام 454 منذ تأسيس المدينة (أي حوالي 299 قبل الميلاد). كان سكيبيو أفريكيوس (236-183 قبل الميلاد) على ما يبدو الأول بين الرومان الذين حلقوا لحيته. ومع ذلك، بعد تلك النقطة، يبدو أن الحلاقة قد اشتعلت بسرعة كبيرة، وسرعان ما كان جميع الرجال الرومان تقريبا نظيفة حليق؛ أصبح يجري حليق نظيفة علامة على كونها الرومانية وليس اليونانية. فقط في ال أوقات متأخّر من الجمهورية أتمّ ال شباب رومانيّة يبدأ حلق لحاهم فقط جزئيّا، يزرّز هو داخل زخرفة شكل; الفتيان ما قبل سن البلوغ زيت ذقنهم على أمل إجبار النمو المبكر لللحية.
ومع ذلك، ظلت اللحى نادرة بين الرومان في جميع أنحاء الجمهورية المتأخرة وأوائل برينسيبت. بطريقة عامة، في روما في هذا الوقت، كانت تعتبر لحية طويلة علامة من sloveliness والقذارة. وأجبرت الرقابة ل. فيتوريوس وP. Licinius م. ليفيوس، الذي كان قد نفي، على استعادة له إلى المدينة، أن يحلق، لوضع جانبا مظهره القذر، وبعد ذلك، ولكن ليس حتى ذلك الحين، أن يأتي إلى مجلس الشيوخ. اعتبرت المناسبة أولى حلق كان كبداية من رجولة، وال يوم أيّ هذا تمّ تمّ كان كمهرجان. عادة، كان هذا عندما تولى الروماني الشاب فيليس toga. أوغسطس فعل ذلك في عامه الرابع والعشرين، كاليغولا في العشرين له. الشعر المقطوع في مثل هذه المناسبات كان مكرساً لإله. وهكذا وضع نيرو له في مربع الذهبي مجموعة مع اللؤلؤ، وكرسها إلى جوبيتر كابيتولينوس. الرومان، على عكس الإغريق، والسماح لحاهم تنمو في وقت الحداد. وكذلك فعل أوغسطس لوفاة يوليوس قيصر. وكانت مناسبات أخرى للحداد الذي سمح لللحية أن تنمو، والمظهر كتكريس، أو إدانة، أو بعض الكوارث العامة. من ناحية أخرى، يبدو أن الرجال من المناطق الريفية حول روما في وقت فارو لم يحلقوا إلا عندما جاءوا إلى السوق كل يوم ثامن، بحيث كان مظهرهم المعتاد على الأرجح قصبة قصيرة